# Barbacoll d'orelles blanques
El barbacoll d'orelles blanques (Nystalus chacuru) és una espècie d'ocell de la família dels bucònids (Bucconidae) que habita els boscos poc densos de l'est del Perú, nord de Bolívia, Brasil, el Paraguai i nord-est de l'Argentina.